# Platycnemis pembipes
Platycnemis pembipes là loài chuồn chuồn trong họ Platycnemididae. Loài này được Dijkstra, Clausnitzer & Martens mô tả khoa học đầu tiên năm 2007.